# Костянтин Дубровін
Костянтин Дубровін (4 січня 1977) — німецький плавець українського походження.
Призер Олімпійських Ігор 1996 року.
Призер Чемпіонату Європи з плавання на короткій воді 1996 року.